# 月食

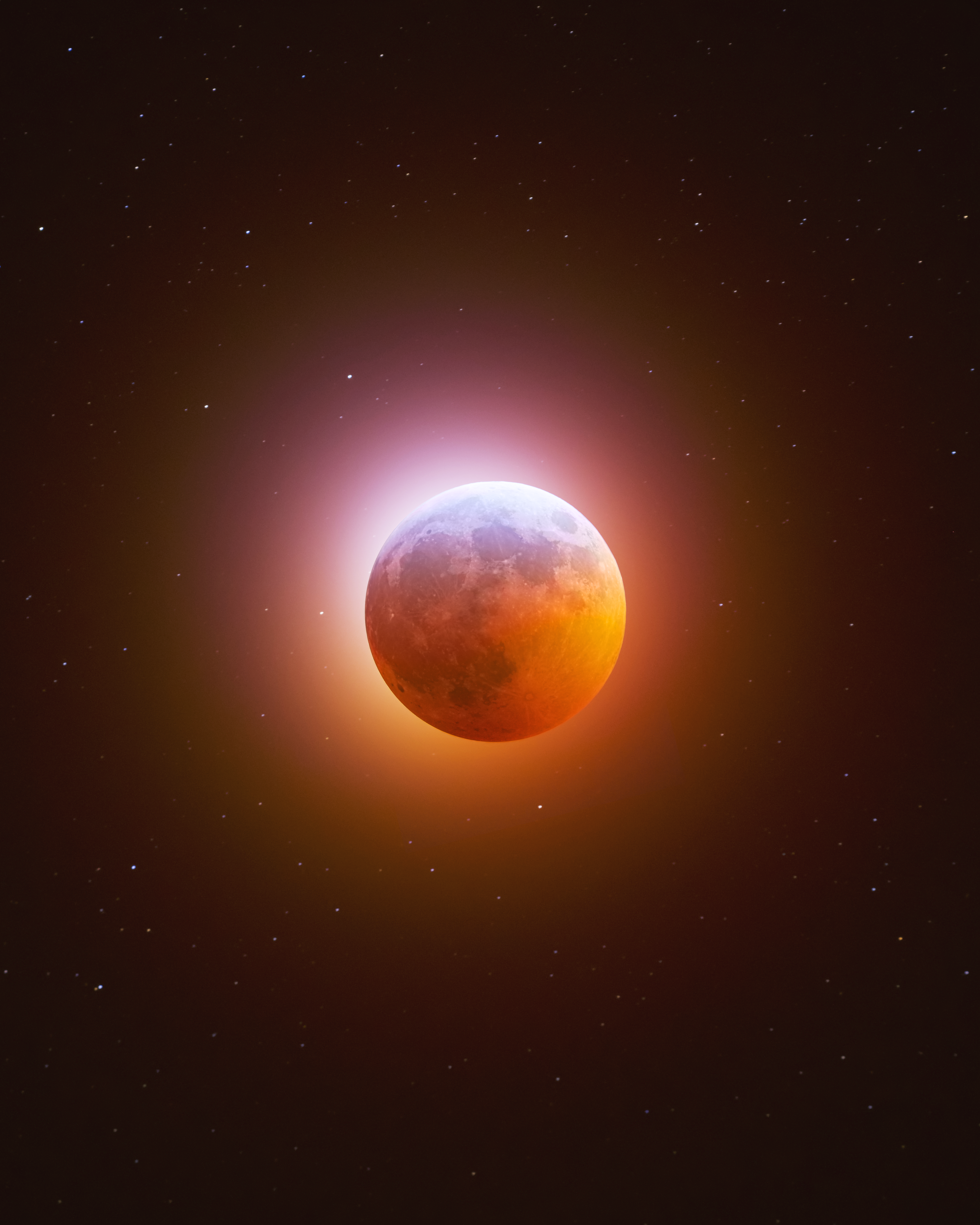
2019年1月21日的月全食。當晚所有太陽光受地球所擋，只有波長較長的紅光經大氣折射到月面，故月亮呈暗紅色。

月食（英語：Lunar eclipse），又可寫為月蝕、月噬，俗稱天狗食月，是一种當月球運行進入地球的陰影（又分本影和半影兩部份）時，原本可被太陽光照亮的部份，有部份或全部不能被直射陽光照亮，使得位於地球的觀測者無法看到普通的月相的天文現象。
月食發生時，太陽、地球、月球恰好或幾乎在同一條直線上，因此月食必定發生在滿月的晚上（農曆十五、十六、或十七），如《说文》所說“日食则朔，月食则望”。地球陰影位於地球公轉軌道面（黃道面）內，此平面與月球軌道面（白道面）並不重合，黃白道面交角約5度；大多數滿月時，月球不在黃道面內，而是或偏北或偏南，不在地球陰影內，因此並不是每個滿月時，都發生月食。每年全球至少發生兩次月食。上一次月全食發生於2025年3月14日，而下一次月全食將發生在2025年9月7日。

## 月食类型
月食有三種類型：
1. 月全食：當整個月球進入地球的本影內時。最近一次月全食发生于2025年3月14日。
2. 月偏食：當月球只有部份進入地球的本影時，在其前後均會發生月偏食。最近一次月偏食发生于2024年9月18日。
3. 半影月食：此時月球只是掠過地球的半影區，造成月面的光度輕微減弱，所以較不易為人注意。最近一次半影月食发生于2024年3月25日。

### 沒有月环食
由於地球的本影比月球大得多，這也意味著在發生月全食時，月球會完全進入地球的本影區內，所以绝对不會出現月環食這種現象。

## 月食过程
|          | 外切半影 | 外切本影 | 內切本影 | 距本影圓心最短 | 內切本影 | 外切本影 | 外切半影 |
| -------- | -------- | -------- | -------- | -------------- | -------- | -------- | -------- |
| 月全食   | 半影食始 | 初虧     | 食既     | 食甚           | 生光     | 復圓     | 半影食終 |
| 月偏食   | 半影食始 | 初虧     |          | 食甚           |          | 復圓     | 半影食終 |
| 半影月食 | 半影食始 |          |          | 食甚           |          |          | 半影食終 |

月球进入地球的本影区和半影区时会产生不同类型的月蝕

1. 半影食始：月球剛剛和半影區接觸，這時月球表面光度略為減少，但肉眼較難覺察。
2. 初虧（仅月偏食和月全食）：月球由東緣進入地球本影的一刻，并與地球本影第一次外切。
3. 食既（仅月全食）：月球完全進入地球本影的一刻，並與地球本影第一次內切。
4. 食甚：月圓面中心與地球本影中心最接近的瞬間，此時前後月球表面呈紅銅色或暗紅色（適用於月全蝕）。[3]
5. 生光（仅月全食）：月球開始離開地球本影的一刻，並與地球本影第二次內切。
6. 復圓（仅月偏食和月全食）：月球由西缘离开地球本影的一刻，并與地球本影第二次外切。
7. 半影食終：月球離開半影，整個月食過程正式结束。

- 月偏食沒有食既、生光過程，食甚也只表示最接近地球陰影的時刻。
- 半影月食沒有初虧、食既、生光、復圓，蝕甚也只表示最接近地球陰影的時刻。

### 時間
相比於日食，月食發生的時間（月球由進入至走出地影）是十分長的，平均需時數小時，各年月蝕的時刻在大部分日曆上均有說明。月全食時間最長可長達1小時47分鐘，出現在318年5月31日，日全食最長僅長達7分31秒。2018年7月28日的月全食階段達到1小時43分鐘。但是2015年4月4日的月全食整個階段只有5分鐘 。

## 月食與科学研究
最早的月食记录是西元前2283年美索不达米亚的记录。殷商的卜辭載“六日甲午夕，月有食”，“旬壬申系，月有食”，《詩經·小雅》載有：“彼月而食，則維其常”，《小雅·十月之交》篇“彼月而微，此日而微”，微是指月蝕。《荀子·天論》：“夫日月之有蝕，風雨之不時”。古代中國民間認為月食是“蟾蜍食月”，在月食出現時人們便會頂禮膜拜、祈求天神驅走蟾蜍。“蟾蜍食月”是來自西漢司馬遷《史記·龜策列傳》：「月為刑而相佐，見食於蝦蟆。」，唐朝李白《古朗月行》：「蟾蜍蝕圓影，大明夜已殘」。在中國汉朝时，张衡就已经发现了月食的部份原理，他認為是地球走到月亮的前面，把太陽的光擋住了，“当日之冲，光常不合者，蔽于地也，是谓暗虚，在星则星微，遇月则月食。”。前4世纪的亚里士多德根据月蝕看到地球影子的圆形而推断出地球是圆的。前3世纪古希腊的天文学家阿里斯塔克、前2世纪的喜帕恰斯都提出过通月食来测定太阳、地球、月亮的大小。
古代就有「天狗蝕月」此詞，如刘炳的〈承承堂為洪善初題〉：「天狗蝕月歲靖康，血戰于野龍玄黄。」、李氏朝鮮黃玹〈李忠武公龜船歌〉：「天狗蝕月滄溟竭，罡風萬里扶桑折。」中國古代「天狗」是月中凶神的名稱。古籍《協紀辨方》卷四引《樞要曆》：「天狗者，月中凶神也。其日忌禱祀鬼神，祈求福願。」，同書又引《曆例》：「天狗者，常居月建前二辰。」
聖經启示录中描述：“揭开第六印的时候，我又看见地大震动，日头变黑像毛布，满月变红像血，天上的星辰坠落于地，如同无花果树被大风摇动，落下未熟的果子一样。天就挪移，好像书卷被卷起来；山岭海岛都被挪移离开本位。”因而在聖經中认为世界末日时会有月食。